# Romain Hamouma
Romain Hamouma, född 29 mars 1987, är en fransk före detta fotbollsspelare.

## Karriär

### Tidig karriär
Hamouma började spela fotboll som femåring i JS Lure och efter sex år i klubben gick han till Belfort. Som 13-åring gick Hamouma till Sochaux. Han fick lämna klubben som 17-åring då han inte erbjöds något proffskontrakt. Hamouma gick då till Besançon i franska fjärdedivisionen, där han spelade i fyra säsonger.

### Laval och Caen
Inför säsongen 2009/2010 värvades Hamouma av Ligue 2-klubben Laval. Han gjorde 10 mål på 35 ligamatcher och blev vid säsongens slut uttagen i årets lag i Ligue 2.
Efter endast en säsong i Laval värvades Hamouma av Ligue 1-klubben Caen, där han skrev på ett treårskontrakt. Hamouma gjorde sin Ligue 1-debut den 15 augusti 2010 i en 3–2-vinst över Lyon. Hamouma gjorde sitt första mål den 22 december 2010 i en 1–0-vinst över Rennes. Den 1 maj 2011 gjorde han två mål i en 4–0-vinst över Nice. Hamouma gjorde totalt nio mål på 34 tävlingsmatcher under säsongen 2010/2011. Säsongen 2011/2012 gjorde han fyra mål på 35 tävlingsmatcher.

### Saint-Étienne
Den 19 juli 2012 värvades Hamouma av Saint-Étienne, där han skrev på ett fyraårskontrakt. Hamouma debuterade den 11 augusti 2012 i en 2–1-förlust mot Lille, där han blev inbytt i den 64:e minuten mot Bakary Sako och därefter även gjorde sitt första mål. Den 30 oktober 2012 gjorde Hamouma två mål i en 3–0-vinst över Sochaux i Coupe de la Ligue. Totalt gjorde han sju mål på 38 tävlingsmatcher under säsongen 2012/2013. Under säsongen var han även med och vann Coupe de la Ligue.
Säsongen 2013/2014 gjorde Hamouma 11 mål på 39 tävlingsmatcher och gjorde bland annat sin Europa League-debut. Följande säsong gjorde han fem mål på 38 tävlingsmatcher. Hamouma slutade även på femte plats i assistligan i Ligue 1 2014/2015 med åtta assister under säsongen. Säsongen 2015/2016 gjorde Hamouma åtta mål på 33 tävlingsmatcher. Han gjorde bland annat två mål mot ukrainska Dnipro Dnipropetrovsk i gruppspelet i Europa League 2015/2016 samt tre mål i kvalet till Europa League mot rumänska Târgu Mureș och moldaviska Milsami Orhei.
Säsongen 2016/2017 gjorde Hamouma åtta mål på 40 tävlingsmatcher och spelade bland annat i Europa League 2016/2017, där Saint-Étienne tog sig till sextondelsfinal. Den 8 augusti 2017 förlängde han sitt kontrakt i Saint-Étienne fram till 2021. Säsongen 2017/2018 gjorde Hamouma fem mål på 32 tävlingsmatcher. Han gjorde bland annat ett hattrick den 19 maj 2018 i en 2–0-vinst över Lille och blev då den förste Saint-Étienne-spelaren att göra ett hattrick sedan Pierre-Emerick Aubameyang 2012.
Säsongen 2018/2019 gjorde Hamouma fyra mål på 29 tävlingsmatcher. Följande säsong gjorde han sex mål på 20 tävlingsmatcher. Hamouma gjorde bland annat två mål i en 2–2-match mot Toulouse den 15 september 2019 och passerade då 50 gjorda mål i Ligue 1. I juli 2021 förlängde han sitt kontrakt med ett år.

### Ajaccio
Efter 10 år i Saint-Étienne värvades Hamouma i juni 2022 av nyuppflyttade Ligue 1-klubben Ajaccio, där han skrev på ett ettårskontrakt. I augusti 2023 meddelade Hamouma att han avslutade sin fotbollskarriär.

## Meriter
Saint-Étienne
- Coupe de la Ligue: 2012/2013